# إيبن إف. ستون
إيبن إف. ستون هو ضابط ومحامي وسياسي أمريكي، ولد في 3 أغسطس 1822 في نيوبوريبورت في الولايات المتحدة، وتوفي بنفس المكان في 22 يناير 1895. نشط حزبياً في الحزب الجمهوري. وقد انتخب عضو مجلس ولاية ماساتشوستس ‏ وانتخب عضو مجلس نواب ماساتشوستس ‏ وانتخب عضو مجلس النواب الأمريكي ‏.